# Szilveszter
Szilveszter est un prénom hongrois masculin.

## Étymologie
Sylvestre, est un prénom d'origine latine  dérivé de Silva (la forêt).

## Équivalents
- Szilvesztra

## Fête
Les "Szilveszter" sont fêtés le 31 décembre, mais aussi parfois le 26 novembre.